# Убанги
Убанги (на френски: Oubangui) е река в Централна Африка, най-голям десен приток на река Конго, като по цялото си протежение протичаща по границата на Демократична Република Конго с ЦАР (на север) и Република Конго (на северозапад). Дължината ѝ е 1142 km (заедно с лявата съставяща я река Уеле 2272 km), а площта на водосборния басейн – 772 830 km². Река Убанги се образува на 400 m н.в., при конгоанското градче Якома, от сливането на двете съставящи я реки Уеле (1130 km, лява съставяща) и Мбому (800 km, дясна съставяща). По цялото си протежение тече в широка долина сред гъсти и влажни екваториални гори. Първите около 500 km, до столицата на ЦАР град Банги реката тече в западна и югозападна посока и по течението ѝ има множество бързеи прагове. След това завива на юг, течението ѝ става бавно и спокойно, а коритото ѝ в долното течение достига ширина до 4 km. Денивелацията на реката е много малка, едва 105 m на 1142 km, което прави 0,09 m/km. Влива се отдясно в река Конго, на 295 m н.в., на около 50 km южно от Екватора, като образува малка делта с ширина 12 km. Основни притоци: леви – Уеле (1130 km), Луа, Гири; десни – Мбому (800 km), Кото (882 km), Банги-Кете, Уака (611 km), Либи, Пама (236 km), Лобае (520 km), Ибенга. Покачването на нивото на водите е през дъждовния период, като най-високото равнище е през октомври, а най-ниското – през март. Средният многогодишен отток на реката в долното течение е 5936 m³/s, минимален – 930 m³/s, максимален – около 14 000 m³/s. Целогодишно убанги е плавателна до град Банги (на 650 km от устието), а по време дъждовния сезон, когато високите води заливат бързеите и праговете в горното ѝ течение – сливането на двете съставящи я реки. Долината на реката е гъсто населена, но селища та са предимно малки села. Двата най-големи града по течението ѝ са столицата на ЦАР град Банги (на десния бряг) и Либенге (в Демократична Република Конго, на левия бряг.
Смята се, че горното течение на Убанги първоначално се е вливало в река Шари и езерото Чад. През 60-те години на XX век е предложен план за отклоняване на водите на Убанги към река Шари. Според плана водата от Убанги ще съживи езерото Чад, ще осигури препитание от риболова и ще подобри селско стопанство на десетки милиони централноафриканци и сахелианци.